# Breite Straße 32 (Quedlinburg)

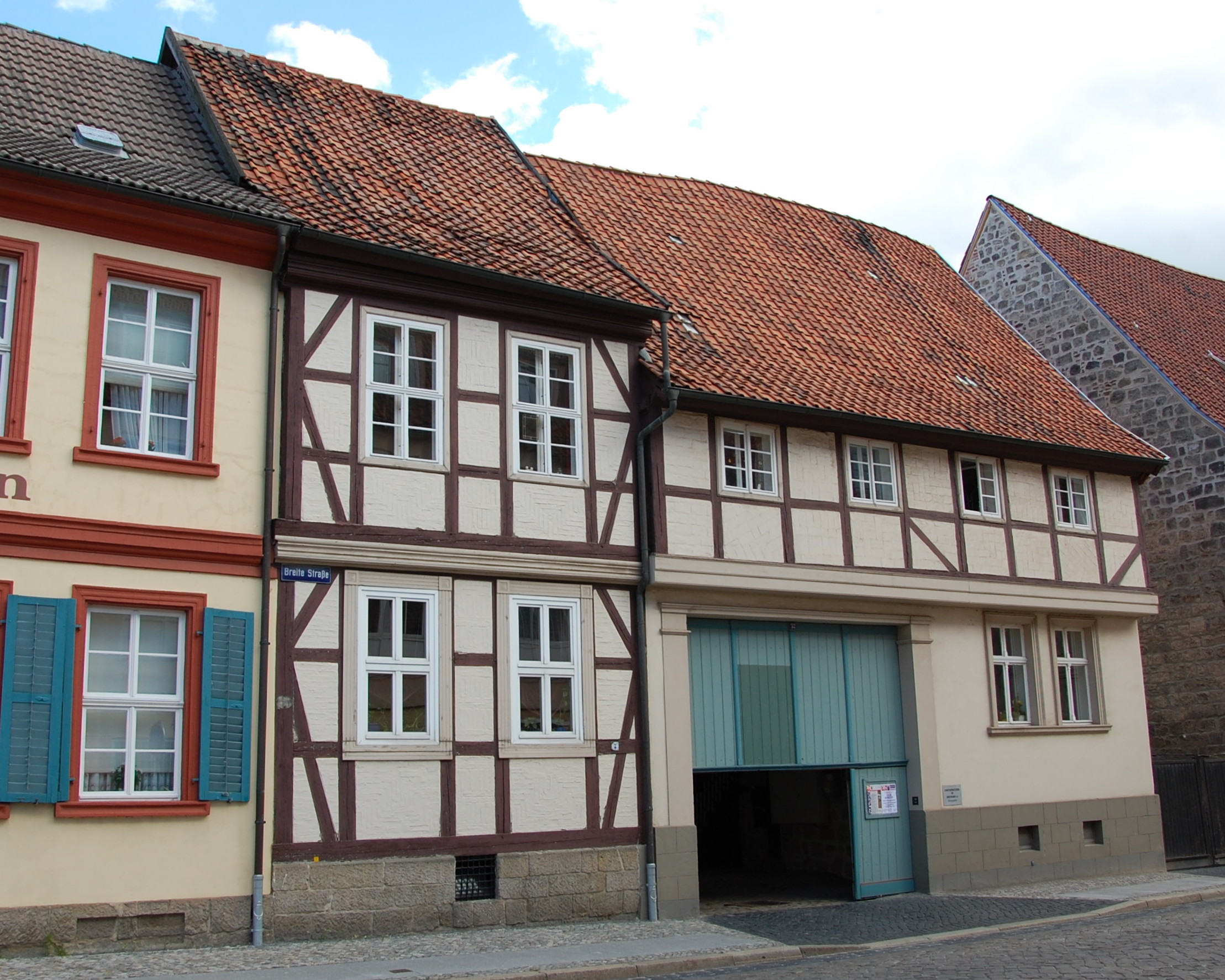
Vorderhaus Breite Straße 32

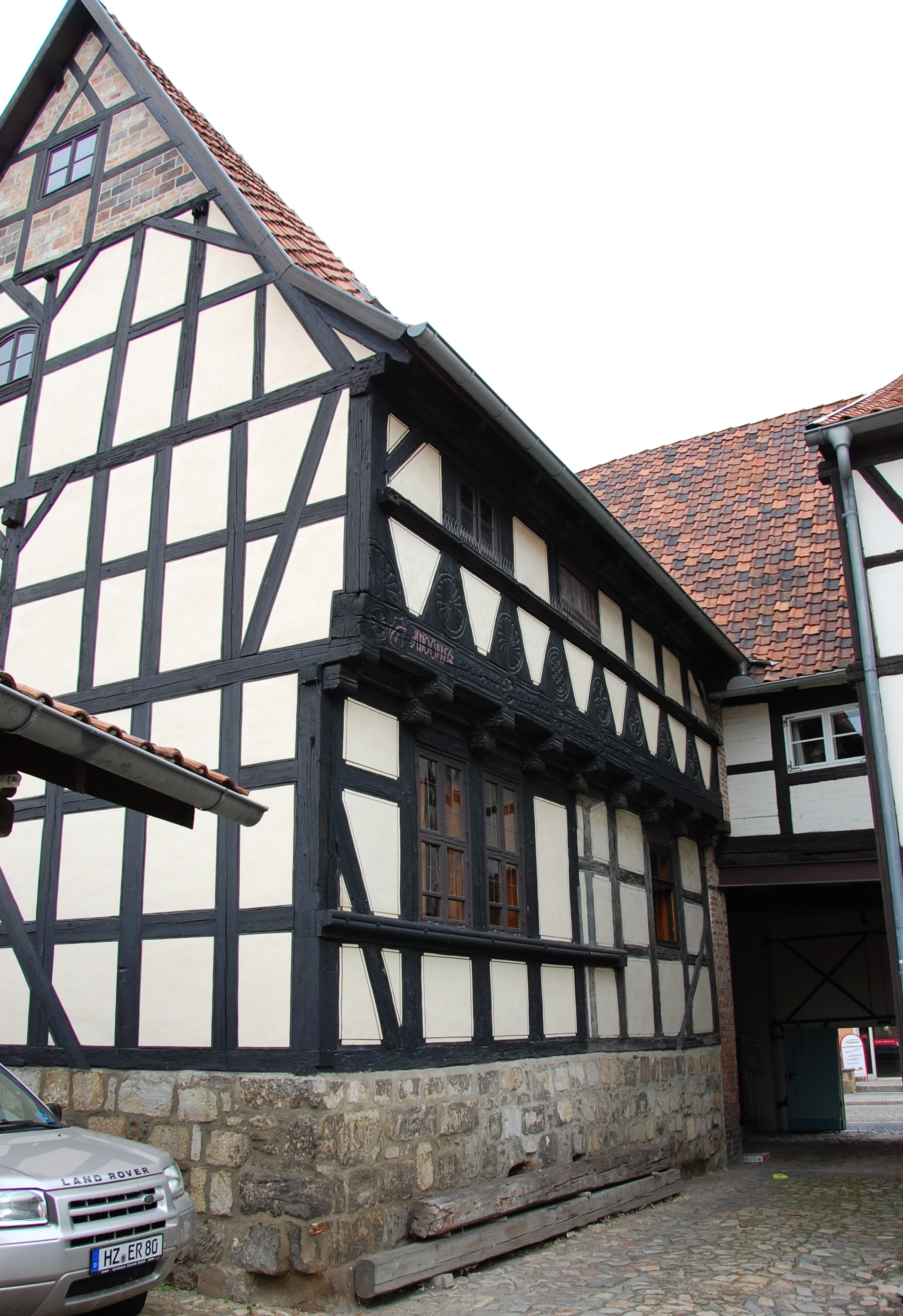
Hofflügel

Das Haus Breite Straße 32 ist ein denkmalgeschütztes Gebäude in der Stadt Quedlinburg in Sachsen-Anhalt.

## Lage
Das Gebäude befindet sich nördlich des Marktplatzes der Stadt und gehört zum UNESCO-Weltkulturerbe. Im Quedlinburger Denkmalverzeichnis ist es als Kaufmannshof eingetragen. Nördlich grenzt das gleichfalls denkmalgeschützte Haus Breite Straße 31 an.

## Architektur und Geschichte
Als ältester Teil des Anwesens besteht hofseitig ein im Jahr 1562, worauf eine Bauinschrift verweist, in Fachwerkbauweise errichteter Gebäudeflügel, der weitgehend in seiner originalen Gestaltung erhalten ist. Die Fachwerkfassade ist üppig verziert. Auf den Fußwinkelhölzern befinden sich Stern-, Fächer- und Sonnenmuster. Darüber hinaus bestehen Schiffskehlen und drei Wellenbänder. Die Stockschwelle ist mit einer gotischen Inschrift versehen.
Das Vorderhaus gliedert sich in zwei Gebäudeteile. Der südliche Teil stammt in seinem Kern wohl ebenfalls aus dem 16. Jahrhundert. Hofseitig sind hier Reste eines Geschossbaus zu erkennen. Der über eine Tordurchfahrt verfügende Bau wurde in der Zeit um 1720 erneuert und erhielt straßenseitig eine in massiver Bauweise errichtete neue Fassade. Der nördliche Gebäudeteil verfügt über eine Fachwerkfassade. Die Gefache sind mit Zierausmauerungen versehen.